# 자치분권위원회
자치분권위원회(自治分權委員會, Presidential Committee on Autonomy and Decentralization)는 지방행정체제 개편 및 성숙한 지방자치제도 구현, 지방분권의 종합적•체계적•계획적 추진에 관한 사항을 심의하기 위하여 설립된 대통령 소속 자문위원회이다. 2013년 5월 28일 자치경찰제 및 교육자치, 일반자치, 재정분권의 효율적인 연계 운영을 위하여, 기존의 지방분권촉진위원회와 지방행정체제 개편추진위원회를 하나로 통합시켜 신설되었으며, 2018년 3월 20일 자치분권위원회로 개편하였다. 위원장 1명과 부위원장 2명을 포함한 27명 이내의 위원으로 구성하며, 당연직 위원과 위촉 위원으로 구성한다. 서울특별시 종로구 세종대로 209 (세종로) 정부서울청사 8층에 위치하고 있다.

## 설립 근거
- 지방분권 및 지방행정체제개편에 관한 특별법[4]

## 연혁
- 1999년 1월 중앙행정권한의 지방이양촉진 등에 관한 법률 제정
- 1999년 8월  지방이양추진위원회 출범 (대통령 소속)
- 2003년 4월 정부혁신지방분권위원회 출범 (대통령 소속)
- 2004년 1월 16일 지방분권특별법 제정
- 2008년 2월 29일 지방분권촉진에 관한 특별법으로 법명 변경
- 2008년 6월 20일 지방분권촉진에 관한 특별법 시행령 제정 및 지방분권지원단 설치
- 2008년 12월 2일 지방분권촉진위원회 출범 (대통령 소속)
- 2010년 10월 지방행정체제개편에 관한 특별법 제정
- 2011년 2월  지방행정체제 개편추진위원회 출범 (대통령 소속)
- 2013년 5월 7일 지방분권 및 지방행정체제 개편에 관한 특별법 제정
- 2013년 5월 28일 지방자치발전위원회 신설 (지방분권촉진위원회와 지방행정체제 개편추진위원회 통합)
- 2013년 10월 23일 지방자치발전위원회 출범 (대통령 소속)[5]
- 2013년 10월 23일 심대평 초대 지방자치발전위원장 취임[6]
- 2015년 9월 24일 2기 지방자치발전위원회 심대평 위원장 연임[7]
- 2018년 3월 20일 자치분권위원회 출범 (대통령 소속)

## 주요 업무

### 다음 각 항에 대한 심의•의결
- 자치분권 종합계획 및 연도별 시행계획 수립에 관한 사항
- 특별법 제11조부터 제17조까지의 규정에 따른 과제의 추진
- 자치분권 종합계획 및 연도별 시행계획 수립, 자치분권 과제에 대한 점검 및 평가
- 지방자치단체 통합을 위한 기준ㆍ통합방안ㆍ조정
- 통합 지방자치단체에 대한 국가의 지원 및 특례
- 지방행정체제 개편 관련 지방자치단체 및 주민의 의견수렴
- 읍ㆍ면ㆍ동의 주민자치 기반 강화, 지방자치단체 및 주민의견 수렴 활성화, 읍ㆍ면ㆍ동의 주민자치기구의 설치, 기능 및 운영
- 지방자치와 관련 중앙행정기관의 장의 법령 제정 또는 개정 시 의견제출
- 제1호부터 제8호까지에서 규정한 사항에 관하여 중앙행정기관 또는 지방자치단체의 장이 제출한 사항
- 그 밖에 자치분권 및 지방행정체제 개편 등 지방자치발전을 위하여 필요하다고 위원장이 인정하는 사항

## 조직

### 자치분권위원회 부위원장 (2인)
- 행정안전부 장관
- 위촉 위원 중에서 1인을 대통령이 위촉

### 위원 (27인)

#### 당연직 위원 (3인)
- 부총리 겸 기획재정부 장관
- 행정안전부 장관
- 국무조정실장

#### 위촉 위원 (24인)
- 대통령 추천 위원 (6인)
- 국회의장 추천 위원 (10인)
- 전국시도지사협의회장 추천 위원 (2인)
- 전국시도의회의장협의회장 추천 위원 (2인)
- 전국시장군수구청장협의회장 추천 위원 (2인)
- 전국시군자치구의회의장협의회장 추천 위원 (2인)

## 소속 기관
- 중앙권한이양실무위원회
- 지방자치발전기획단

## 같이 보기
- 지방분권촉진위원회
- 국가균형발전위원회
- 한국지방행정연구원
- 한국지방세연구원
- 전국시도지사협의회